# El Paraíso, Oxchuc
El Paraíso är en ort i Mexiko.   Den ligger i kommunen Oxchuc och delstaten Chiapas, i den sydöstra delen av landet, 800 km öster om huvudstaden Mexico City. El Paraíso ligger 1 881 meter över havet och antalet invånare är 368.
Terrängen runt El Paraíso är lite bergig. Runt El Paraíso är det ganska tätbefolkat, med 75 invånare per kvadratkilometer. Närmaste större samhälle är Chanal, 11,1 km söder om El Paraíso. I omgivningarna runt El Paraíso växer i huvudsak städsegrön lövskog.